# Авессалом, Авессалом!
«Авессало́м, Авессало́м!» (англ. Absalom, Absalom!) — роман американского писателя Уильяма Фолкнера, написанный в стиле южной готики, впервые опубликованный в 1936 году. Это история о трёх семьях американского Юга до, во время и после Гражданской войны с особенным вниманием к жизнеописанию Томаса Сатпена.

## Сюжет
Основная история романа «Авессалом, Авессалом!» — взлёт и падение Томаса Сатпена, белого, который родился в бедности в Западной Виргинии и приехал в Миссисипи с целью разбогатеть и создать патриархальную семью. История представлена полностью через воспоминания, в основном рассказанные Квентином Компсоном, который часто добавляет в рассказ свои собственные домыслы и предположения, Шриву, его соседу по комнате в общежитии Гарвардского университета. Повествование Розы Колдфилд, а также отца и деда Квентина также включено в роман и повторно интерпретировано Шривом и Квентином. События в романе разворачиваются не в хронологическом порядке, часто с противоречиями в деталях и с различных точек зрения, в результате чего характер Сатпена раскрывается читателю постепенно. В начале Квентину Компсону, чей дед был другом Сатпена, историю рассказывает Роза Колдфилд, с длинными отступлениями и с предвзятостью. Отец Квентина затем также дополняет рассказ некоторыми деталями. Наконец, Квентин рассказывает историю своему соседу по комнате Шриву Маккеннону, и в каждом пересказе читатель получает больше деталей, так как всем рассказчикам удаётся ещё более конкретизировать историю путём добавления новых слоёв. В конечном итоге роман оставляет читателю знания скорее об отношениях и предубеждениях к истории со стороны различных персонажей, нежели о фактах жизни Сатпена.
Томас Сатпен прибыл в Джефферсон (Миссисипи) в 1833 г. с небольшим числом рабов и с французским архитектором, который был по какой-то причине вынужден работать на него. Сатпен приобрёл сто квадратных миль земли у местного индейского племени и сразу же начал строить большую плантацию, названную «Сатпеновой сотней», с богатым особняком на её территории. После этого всё, что ему остаётся выполнить для реализации своего плана — найти жену, которая должна будет родить ему несколько детей (в частности, сына, чтобы тот смог быть его наследником), для этого он втирается в доверие к местному торговцу и женится на его дочери — Эллен Колдфилд. Эллен рожает Сатпену двоих детей, сына по имени Генри и дочь по имени Джудит, которых ожидает семейная трагедия.
Генри поступает в университет штата Миссисипи и знакомится со студентом по имени Чарльз Бон, который на десять лет старше его. Генри приглашает Чарльза Бона к себе домой на Рождество, где у Чарльза и Джудит начинается роман, который приводит к предполагаемой помолвке. Тем не менее, Томасу Сатпену известно, что Чарльз Бон — это его собственный сын от первого брака, и он желает остановить предполагаемый брак.
Ранее Сатпен работал на плантации во Французской Вест-Индии в качестве надзирателя над рабами, и после того, как ему в одиночку удалось остановить вспыхнувший бунт среди подчинённых ему рабов, владелец плантации предложил ему в жёны свою дочь — Эулалию Бон, которая родила ему сына Чарльза. Сначала Сатпен не знал, что Эулалия была смешанной расы, и только после вступления в брак и рождения Чарльза он узнал, что его обманули. Он отказался от брака, добился признания его недействительным и бросил жену и ребёнка (хотя оставил себе её состояние как часть моральной компенсации). Читатель также узнаёт о позднем детстве Сатпена, когда молодой Томас узнал, что общество может основывать свои суждения о ценности человека по тем материальным благам, которыми человек владеет. Именно в момент этого понимания рождается план Томаса разбогатеть и основать патриархальную династию.
Генри, возможно из-за своего потенциального (и взаимного) кровосмесительного чувства к своей сестре, а также из-за квазиромантических чувств к самому Чарльзу, очень хочет, чтобы сестра и Чарльз поженились (что позволило бы ему представить себя в качестве объектов для них обоих). Когда Томас Сатпен говорит Генри, что Чарльз является его единокровным братом и что Джудит не может выйти за того замуж, Генри отказывается в это верить, отвергает первородство Чарльза, и уезжает с ним в свой дом в Новом Орлеане. Затем они возвращаются в Миссисипи на военную службу в их университетскую роту, где присоединяются к армии Конфедерации и сражаются на Гражданской войне. Во время войны Генри борется со своей совестью, пока борьба по-видимому не разрешается в пользу того, что брак единокровных брата и сестры возможен; это решение, однако, изменяется, когда Сатпен рассказывает Генри, что Чарльз вдобавок ко всему является частично негром. По завершении войны Генри приводит в действие запрет отца на брак между Чарльзом и Джудит радикальным образом, убив Чарльза у ворот семейного особняка, а затем бежит в добровольное изгнание.
Томас Сатпен возвращается с войны и начинает ремонтировать свой дом, сотни квадратных миль его земли были отторгнуты в пользу «саквояжников» (мигрантов с Севера США, приехавших упразднять рабство). Он предлагает Розе Колдфилд, младшей сестре его покойной жены, выйти за него замуж, и она соглашается. Тем не менее, Сатпен оскорбляет Розу, требуя, чтобы она родила ему сына перед свадьбой, лишив её таким образом «Сатпеновой сотни». Затем у Сатпена начинается роман с Милли, пятнадцатилетней внучкой Уоша Джонса, бедного фермера-сквоттера, который живёт на территории Сатпена. Милли оказывается беременна и рожает дочь. Сатпен страшно разочарован, потому что его последняя надежда на восстановление династии покоилась на том, что Милли родит сына. Сатпен отказывается от Милли и ребёнка, говоря им, что они недостойны спать даже в конюшне с его лошадью, которая только что принесла жеребёнка мужского пола. Разъярённый Уош Джонс убивает Сатпена, а затем и свою собственную внучку и новорождённую правнучку, дочь Сатпена, и сам в свою очередь оказывается убитым отрядом, который прибывает, чтобы арестовать его.
История наследия Томаса Сатпена заканчивается тем, как Квентин вместе с Розой посещают заброшенную плантацию Сатпена, где они находят Генри Сатпена и Клити (Клитемнестру), дочь Томаса Сатпена от его рабыни. Генри вернулся в имение, чтобы умереть там. Три месяца спустя, когда Роза уезжает к Генри, Клити устраивает поджог, который уничтожает имение и в котором погибает Генри и она сама. Единственный оставшийся Сатпен — Джим Бонд, негр, внук Чарльза Бона, молодой человек с тяжёлыми психическими отклонениями, который остаётся жить на «Сатпеновой сотне».

## Анализ
Как и другие романы Фолкнера «Авессалом, Авессалом!» — аллегория истории американского Юга, само название является аллюзией на Авессалома из Библии, своенравного сына, борющегося с империей своего отца. История Томаса Сатпена отражает взлёты и падения культуры плантаций Юга США. Крах Сатпена отражает слабые стороны погибшего идеалистического Юга. Жестоко предав свой брак и своего сына по той причине, что жена частично негритянка, Сатпен в конечном итоге сам устраивает свою собственную гибель. Обсуждая «Авессалом, Авессалом!», Фолкнер заявил, что проклятием Юга было существование рабства, а личным проклятием Томаса Сатпена было его убеждение, что он был слишком силён, чтобы быть частью человеческой семьи. Эти два проклятья объединились, чтобы уничтожить Сатпена.
Фолкнер заявлял, что, хотя ни один из рассказчиков не знает точно все факты, так как «ни один человек не может взглянуть на истину», у них есть своя правда, и читатель также может в конечном счёте её узнать. В то время как многие критики пытались реконструировать истину, стоящую за разными повествованиями, или показать, что такая реконструкция не может быть сделана с достаточной уверенностью или даже что есть фактические и логические несоответствия, которые не могут быть преодолены, некоторые критики заявили, что, поскольку вымышленная правда является оксюмороном, то лучше принять историю как данность и рассматривать её на уровне мифа и архетипа или басни, которая позволяет нам взглянуть на самые глубокие уровни бессознательного и, следовательно, лучше понять людей, которые принимают этот миф (или управляются им) — южан в целом и Квентина Компсона в частности.
С помощью различных рассказчиков и выражения ими своей позиции, роман отражает историко-культурный дух Юга Фолкнера, где прошлое присутствует всегда, и постоянно пересматривается людьми, которые периодически пересказывают историю. И таким образом происходит процесс мифотворчества и ставится под вопрос истина.

## Влияние и значение
Этот роман, наряду с романом «Шум и ярость», помог Фолкнеру получить Нобелевскую премию в области литературы. В 2009 году коллегия литературного журнала Юга США «Оксфорд американ» назвала «Авессалом, Авессалом!» лучшим южным романом всех времён.
Роман включён во Всемирную библиотеку Норвежского книжного клуба.

## Другие подробности
- Название относится к библейской истории Авессалома, сына Давида, который восстал против своего отца (на тот момент царя Израильского царства) и был убит военачальником Иоавом, хотя сам Давид запретил тому убивать Авессалома, в результате чего Давид был сильно опечален. Название происходит от мучительных стенаний Давида: «Сын мой Авессалом, сын мой, сын мой, Авессалом! О, кто дал бы мне умереть вместо тебя, Авессалом, сын мой, сын мой!» (2 Царств 18:33). Ещё одна параллель с библейской историей состоит в том, что Авессалом убил своего сводного брата за то, что тот изнасиловал Фамарь, его сестру. Фолкнер в романе заменил изнасилование на влюблённость.
- В 1983 году в «Книге мировых рекордов Гиннеса» утверждалось, что «Авессалом, Авессалом!» «содержит в себе самое длинное предложение в литературе», это предложение содержит 1288 слов. Оно может быть найдено в главе 6, и начинается со слов «В точности, как отец» и заканчивается на «глаз ни с какой точки не мог охватить две их границы одновременно». Этот отрывок полностью выделен курсивом и не закончен[6].
- Рассказ Фолкнера «Уош» рассказывает о рождении внучкой Уоша Джонса внебрачной дочери от Сатпена и об убийстве Уошем Сатпена, а затем собственной внучки и правнучки (после чего он поджигает дом, где находятся их тела).